# Meslay-le-Grenet
Meslay-le-Grenet ist eine französische Gemeinde mit 376 Einwohnern (Stand: 1. Januar 2022) im Département Eure-et-Loir in der Region Centre-Val de Loire. Die Gemeinde gehört zum Arrondissement Chartres und zum Kanton Illiers-Combray.

## Geographie
Meslay-le-Grenet liegt etwa 15 Kilometer südwestlich von Chartres. Umgeben wird Meslay-le-Grenet von den Nachbargemeinden Nogent-sur-Eure im Norden und Nordwesten, Mignières im Osten und Südosten, Ermenonville-la-Grande im Süden, Sandarville im Südwesten sowie Bailleau-le-Pin im Westen und Südwesten.

## Bevölkerungsentwicklung
| Jahr                       | 1793 | 1856 | 1901 | 1954 | 1962 | 1968 | 1975 | 1982 | 1990 | 1999 | 2006 | 2013 |
| Einwohner                  | 300  | 367  | 330  | 190  | 156  | 145  | 166  | 196  | 302  | 335  | 310  | 297  |
| Quellen: Cassini und INSEE |      |      |      |      |      |      |      |      |      |      |      |      |

## Sehenswürdigkeiten
- Kirche Saint-Orien et Saint-Blaise, seit 1913 Monument historique

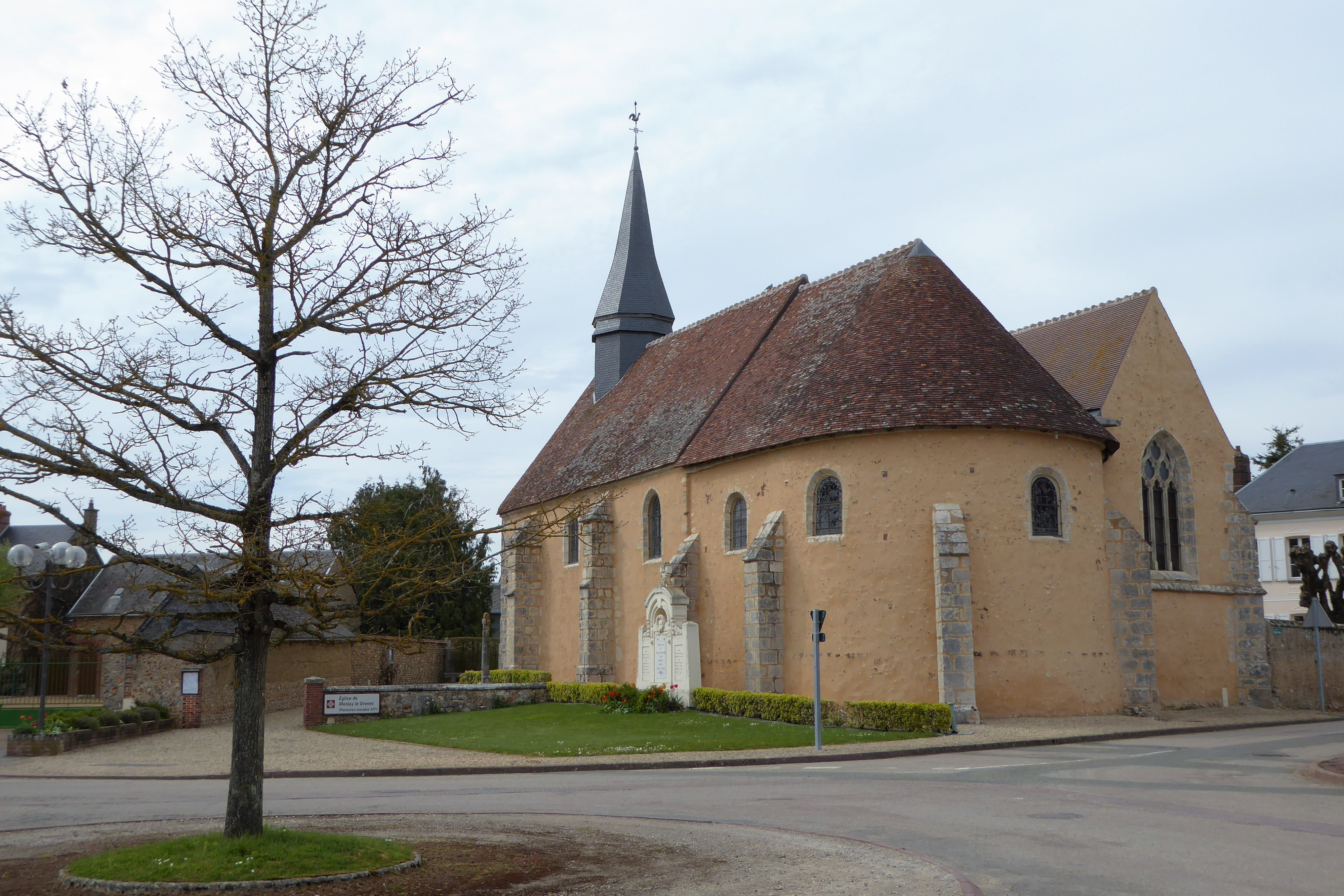
Kirche Saint-Orien et Saint-Blaise und Gefallenendenkmal